# Metaplan
Metaplan es una consultoría internacional de gestión empresarial. Es conocida por desarrollar la técnica Metaplan. Este enfoque discursivo es un método para reunir y procesar ideas y opiniones en un grupo de personas que trabajan juntas. Es usado frecuentemente en la práctica clínica, la investigación, y en contextos empresariales.
Para la técnica de Metaplan, todas las personas apuntan sus propias ideas u opiniones sobre un tema - cada idea en una tarjeta. En el proceso de la lluvia de ideas, es importante que las ideas no sean juzgadas. Entonces, todas las tarjetas son reunidas y fijadas en un tablón de notas. Solo en este momento, las ideas serán procesadas. Las tarjetas se organizan en categorías y son evaluadas. La agrupación de ideas puede llevar a nuevos conocimientos o exponer nuevas conexiones, aquellas que las personas no han tomado en cuenta.
Aparte de la técnica visual descrita arriba, el método frecuentemente implica el servicio de agentes profesionales para la discusión, que son conocidos como moderadores. Usando la técnica, el moderador estructura el proceso de entendimiento dentro del contexto de trabajo en grupo.
Esta técnica fue creada por Eberhard Schnelle en Hamburgo, Alemania, quien también fundó la consultoría Metaplan, es decir Metaplan Compañía para Planeamiento y Organización (en alemán: Metaplan Gesellschaft für Planung und Organisation).